# Camarops
Camarops is een geslacht van schimmels binnen de familie Boliniaceae. Dit wijdverbreide geslacht bevat 20 soorten.

## Soorten
Volgens Index Fungorum telt het geslacht 20 soorten (peildatum maart 2023):
| Soortnaam                                     | Auteur(s)                       | Publicatiejaar |
| --------------------------------------------- | ------------------------------- | -------------- |
| Camarops alborugosa                           | J.D. Rogers, Lechat & J. Fourn. | 2007           |
| Camarops antillana                            | J.D. Rogers, Lechat & J. Fourn. | 2006           |
| Camarops biporosa                             | J.D. Rogers & Samuels           | 1987           |
| Camarops flava                                | Samuels & J.D. Rogers           | 1987           |
| Camarops goossensiae                          | (Dennis) Nannf.                 | 1972           |
| Camarops hypoxyloides                         | P. Karst.                       | 1873           |
| Camarops macrocenangium                       | (Ces.) Nannf.                   | 1972           |
| Camarops nigricans                            | Chevaug.                        | 1956           |
| Camarops ohiensis                             | (Ellis & Everh.) Nannf.         | 1972           |
| Camarops petersii                             | (Berk. & M.A. Curtis) Nannf.    | 1972           |
| Camarops podocarpi                            | Catania & A.I. Romero           | 2005           |
| Camarops polysperma (Kussenvormige kogelzwam) | (Mont.) J.H. Mill.              | 1930           |
| Camarops rickii                               | J.D. Rogers                     | 1982           |
| Camarops rogersii                             | Huhndorf & A.N. Mill.           | 2008           |
| Camarops rostratus                            | A.I. Romero & Samuels           | 1991           |
| Camarops sacciformis                          | Catania & A.I. Romero           | 2005           |
| Camarops scleroderma                          | (Mont.) Nannf.                  | 1972           |
| Camarops spathulata                           | (Berk. & Broome) Nannf.         | 1972           |
| Camarops tubulina (Eierkolenzwam)             | (Alb. & Schwein.) Shear         | 1938           |
| Camarops ustulinoides                         | (Henn.) Nannf.                  | 1972           |